# Tierpark Hagenbeck

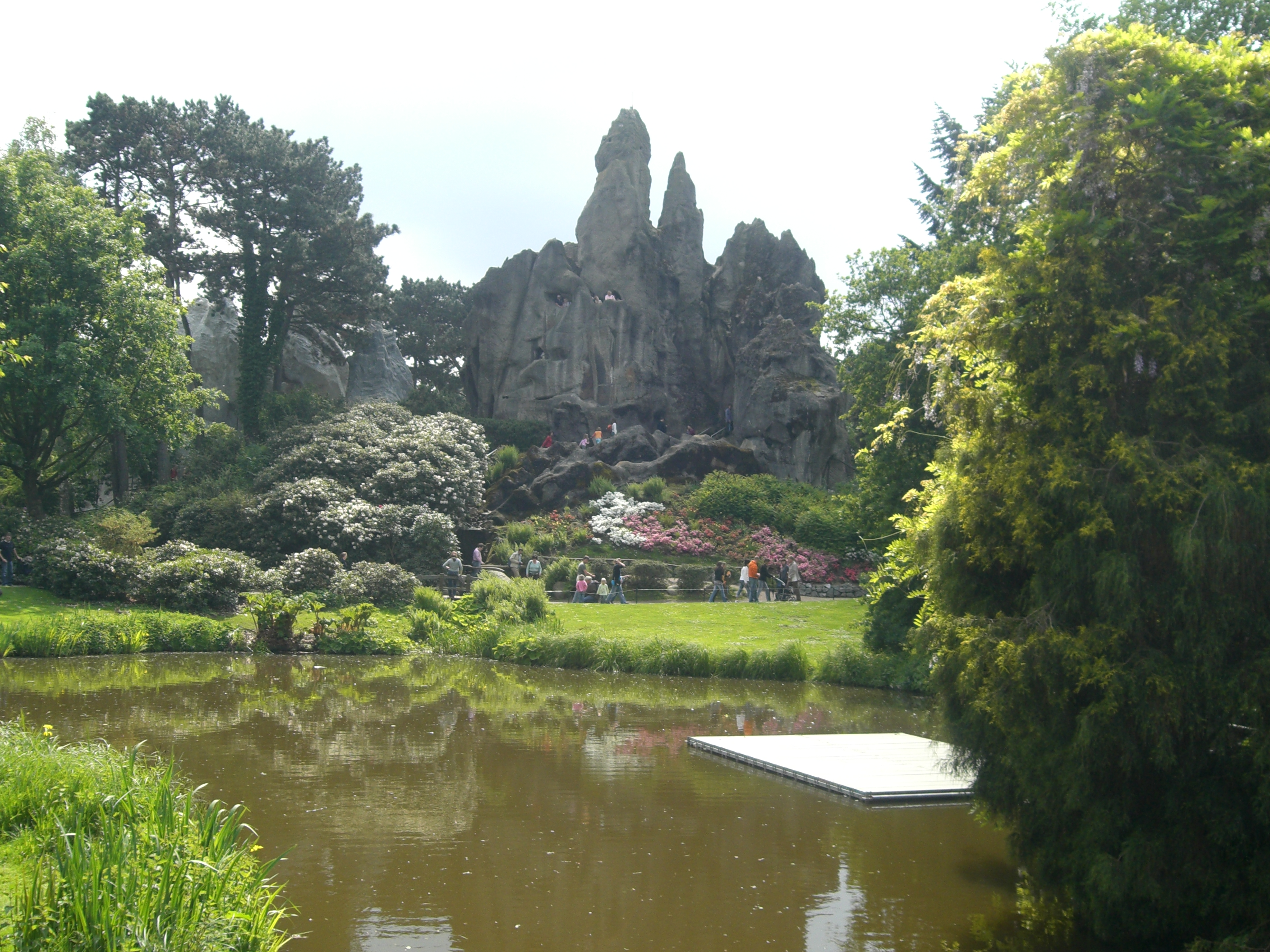
Detalhe do jardim, no fundo: rochas artificiais.

O Tierpark Hagenbeck é um jardim zoológico localizado em Hamburgo, na Alemanha.